# Tinicum Township
Tinicum Township é uma Região censo-designada localizada no estado norte-americano de Pensilvânia, no Condado de Delaware.

## Demografia
Segundo o censo norte-americano de 2000, a sua população era de 4353 habitantes.

## Geografia
De acordo com o United States Census Bureau tem uma área de
22,6 km², dos quais 14,9 km² cobertos por terra e 7,7 km² cobertos por água.

## Localidades na vizinhança
O diagrama seguinte representa as localidades num raio de 4 km ao redor de Tinicum Township.